# Onobrychis sennenii
Onobrychis sennenii är en ärtväxtart som beskrevs av Sirj. Onobrychis sennenii ingår i släktet esparsetter, och familjen ärtväxter. Inga underarter finns listade i Catalogue of Life.